# Iñapari
Iñapari is een plaats in de Zuid-Amerikaanse staat Peru .
Iñapari is de administratieve zetel van de provincie Tahuamanu, in de regio Madre de Dios. Het ligt nabij het drielandenpunt Peru- Bolivië -Brazilië. De plaats is verbonden met Brazilië en de buurstad Assis Brasil door de Puente de la Integración de Acre, een internationale brug over de Río Acre. In 2017 telde Iñapari 1890 inwoners. Het is de afgelopen tien jaar merkelijk gegroeid sinds de opening van de Transoceánica, de weg die São Paulo met Lima verbindt. 

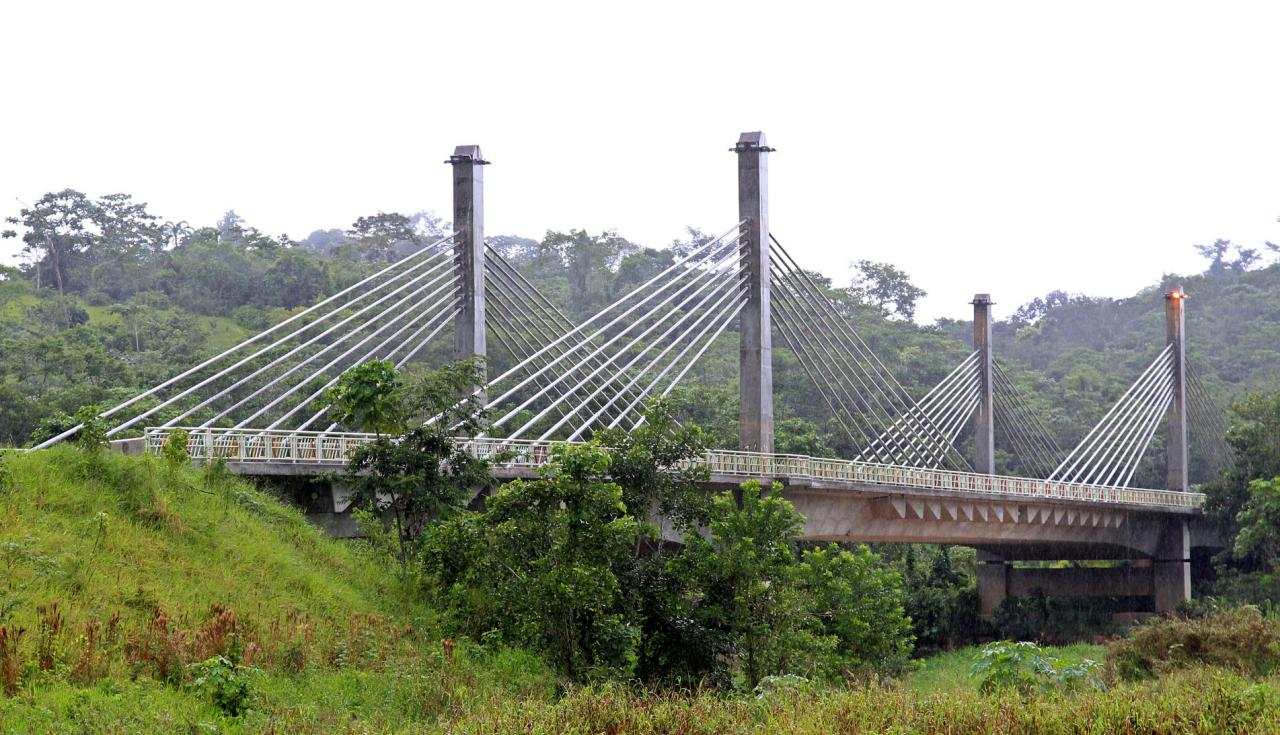
Brug Puente de la Integración de Acre

## Referentie
1. ↑  Zensus 2017